# نیکل اورسم
نیکول اورسم (به فرانسوی: Nicole Oresme)‏ (۱۳۸۲ ژوئیه ۱۱-۵-۱۳۲۰ حدود) که نیکلاس اورسم یا نیکلاس اور سمی نیز نامیده می‌شود از فیلسوفان مهم قرون وسطی متاخر بود. آثار مهم و پر تأثیری دربارهٔ اقتصاد، ریاضیات، فیزیک، نجوم، فلسفه و الهیات نوشت؛ اسقفِ لیزیو، مترجم شارل پنجم شاه فرانسه و شاید یکی از نوآورترین متفکران سده چهاردهم میلادی بوده‌است.
نیکول اورسم بین ۱۳۲۵–۱۳۲۰ در روستای آلمونیا در نورماندی پای بدین جهان گذارد. هیچ چیز دربارهٔ خانواده‌اش نمی‌دانیم. اینکه در کالج ناوار درس خواند که با کمک‌های پادشاه اداره می‌شد و ویژه تحصیل دانشجویانی بود که از بی نوایی برگ تحصیل در دانشگاه پاریس را نداشتند به این احتمال که برزیگر زاده بوده باشد قوت می‌بخشد. با ژان بوریدان (ملقب به بنیان‌گذار مکتب طبیعت گرائی فرانسه)، آلبرت ساکسونیائی و شاید مارسلیوس انگنی (مارسلیوس فُن اِنگن) در پاریس تحصیل " هنر" کرد و همانجا درجه کارشناسی ارشد هنر گرفت. هنوز ۱۳۴۲ نشده در جریان بحران برخاسته از فلسفه طبیعی ویلیام اوکامی به درجه مربی‌گری رسید. در سال ۱۳۴۸ در دانشگاه پاریس دانشجوی الهیات بود و در سال ۱۳۵۶ درجه دکترایش را گرفت و همان سال استاد بزرگ کالج ناوار شد. در سال ۱۳۶۴ رئیس کلیسای جامع رُون شد. دور و بر ۱۳۶۹ به خواست شارل پنجم که در سال ۱۳۷۱ برایش مقرری تعیین کرد دست بکار برگرداندن آثار ارسطو به فرانسه شد و در سال ۱۳۷۷با پشتیبانی شاهانه اسقف لیسیو شد. مرگش بسال ۱۳۸۲ در همان شهر بود.
کیهان شناسی
اورسم در کتاب آسمان و جهان به بحث ادله گوناگون له و علیه حرکت محوری زمین می‌پردازد. وی معتقد بود بنا به ملاحظات نجومی چنانچه زمین حرکت می‌کرد نه افلاک، تمامی حرکاتی که در آسمان می‌بینیم و ستاره شناسان به محاسبه‌شان می‌پردازند دقیقاً به یک شکل به نظر می‌رسید چنان‌که گویا افلاک دور زمین می‌گردند. او این استدلال فیزیک را رد می‌کرد که چنانچه زمین در حرکت می‌بود هوا از آن عقب می‌ماند و باعث می‌شد بادی شدید در جهت شرقی-غربی وزیدن گیرد. از دید او زمین، آب و هوا جملگی حرکتی مشابه می‌یافتند. دربارهٔ آن بخش‌های کتاب مقدس که سخن از حرکت خورشید دارد چنین نتیجه می‌گرفت که "این مطلب منطبق با سخن عوام است و نباید به معنای واقعی کلمه گرفته شود. وی همچنین می‌گفت اینکه زمین کوچک حول محور خویش بگردد بسی بیشتر به صرفه‌است تا اینکه جهان عظیم ستارگان گرد آن بچرخند. با این همه چنین نتیجه‌گیری می‌کرد هیچ‌کدام از این استدلالها قطعی نیست و "همه، از جمله خود من بر آنیم که افلاک گردان است، نه زمین.
ادراک حسی
اورسم در بحث انتشار صوت و نور پذیرای اصل قرون وسطائی تکثیر گونه‌ها که نویسندگانی مبحث نور چون ابن هیثم، رابرت گراس تست، راجر بیکن، جان پچام و ویتلو بود. اورسم بر آن بود که این گونه‌ها جوهرهائی غیر مادی اما جسیم (سه بعدی) اند.
ترجمه‌ها
اورسم نیز مانند بسیاری از هم‌عصرانش بیشتر به لاتین می‌نوشت اما به اصرار شاه شارل پنجم به فرانسه نیز نوشت و ترجمه‌های فرانسوی کارهای خود و منتخب هائی از آثار ارسطو را فراهم کرد.
ریاضیات
مهم‌ترین کمک‌هایش به ریاضیات «رساله ای در تنظیمات کیفیات و حرکات» آمده‌است. در کیفیت یا شکلی عرضی چون گرما شدت (میزان دما در هر نقطه) و وسعت (به عنوان طول میله) را متمایز می‌کرد. این دو اصطلاح اغلب جای خود را به عرض و طول می‌داد. برای روشن ساختن منظور ایده مجسم ساختن این مفاهیم به صورت شکل‌های مسطح به ذهنش رسید و به آنچه امروز مختصات متعامد یا دکارتی نامیده می‌شود نزدیک شد. شدت کیفیت با طول، یا longitudo، متناسب با شدتی عمود بر پایه در هر نقطه مفروض بر روی خط پایه که نمایانگر عرض،latitudo . ، است نمایش داده می‌شود. اورسم پیشنهاد کرد شکل هندسی چنین صورتی را می‌توان معادل خصوصیات خود کیفیت گرفت.
اورسم کیفیت یکنواخت را چیزی تعریف می‌کرد که با خطی به موازات طول نمایش داده می‌شود و هر کیفیت دیگری را نافرم است. کیفیت هائی که به شکلی یکنواخت نافرم باشند با خطی مستقیم که گرایش به محور طولی دارد نشان داده می‌شود، ضمن اینکه بسیار موارد متفاوت از کیفیات نافرم نا یکنواخت را شرح می‌دهد. اورسم این اصل را به اشکال سه بعدی بسط داد. وی این تحلیل را در مورد بسیاری از کیفیات چون داغی، سپیدی و شیرینی صادق می‌دانست. آنچه برای پیشرفت‌های بعدی اهمیت دارد این است که اورسم کاربرد این مفهوم را به تحلیل حرکت محلی بسط دار که در آن عرض یا شدت نمایانگر سرعت و طول نشانه زمان است و مساحت شکل مسافت طی شده را می‌نمایاند.
او ثابت می‌کند این روش ترسیم عرض شکل‌ها در مورد حرکت یک نقطه نیز صادق است، مشروط بر آنکه زمان را طول و سرعت را عرض بگیریم که در آن صورت مقدار حرکت عبارت خواهد بود از مسافت طی شده در زمانی معین. به لطف این ترانهش، قضیه نافرمهای یکنواخت طول،latitudo uniformiter difformis، به صورت اصل مسافت طی شده در صورت حرکت دارای تغییر یکنواخت درآمد و بدین ترتیب پیشگام کشف گالیله شد.
مهم اینکه اورسم برای نخستین بار (هرچند گُنگ) واگرائی سری‌های هارمونیک را اثبات کرد، کاری که در سده‌های بعد امثال برادران برنولی توانستند تکرار کنند. برهان وی که جایگزینی بود برای دیگر آزمونهای "معیار" واگرائی (آزمون نسبت و مانندگانش) به زیبائی نشان داد که برای هر ارزش n/۱نزدیک‌ترین n عضوی است از توالی ۲˄n و دوره‌های n/۲ پیش از آن باید بزرگتر از ۱/۲ باشد. بدین ترتیب با استفاده از آزمون مقایسه و اصل فشردن یا ساندویچ سری‌ها باید بزرگتر از سری‌های ۱/۲+۱/۲+…+۱/۲(که به وضوح واگراست) باشد؛ و این بدان معناست که سری‌های هارمونیک (۱/n) باید واگرا باشند. اورسم تنها ریاضی‌دانی بود که این حقیقت را اثبات کرد و تا چندین سده بعد افتخارش از آن او بود.
اقتصاد
اورسم با رساله در اصل، طبیعت، قانون و تغییرات پول یکی از کهن‌ترین دست نوشته‌ها که به مبحثی اقتصادی پرداخته روشن بینی جالبی را وارد مفهوم پول در قرون وسطی می‌کند.